# Kleinkahl
Kleinkahl è un comune tedesco di 1 880 abitanti, situato nel land della Baviera.